# Liste der Kulturdenkmäler in Hamburg-Borgfelde
Die Liste der Kulturdenkmäler in Hamburg-Borgfelde enthält die in der Denkmalliste ausgewiesenen Denkmäler auf dem Gebiet des Stadtteils Borgfelde der Freien und Hansestadt Hamburg.
Basis ist der Datensatz Denkmalliste Hamburg auf dem Transparenzportal Hamburg. Dieser enthält alle Objekte, die rechtskräftig nach dem Hamburger Denkmalschutzgesetz vom 5. April 2013 unter Denkmalschutz stehen (§ 6 Abs. 1 DSchG HA) oder zumindest zeitweise standen. Die Denkmalliste steht auch als PDF-Dokument zur Verfügung. Alle Denkmäler in Borgfelde, die schon nach dem Denkmalschutzgesetz vom 3. Dezember 1973, zuletzt geändert am 27. November 2007, unter Denkmalschutz standen, sind auch auf der Liste der Kulturdenkmäler im Hamburger Bezirk Hamburg-Mitte zu finden.

## Legende
- ID: Gibt die vom Denkmalschutzamt Hamburg vergebene Objekt-ID (Identifikationsnummer) des Kulturdenkmals an, (in Klammern gegebenenfalls die Denkmalnummer nach altem Denkmalschutzgesetz).
- Adresse: Nennt den Straßennamen und, wenn vorhanden, die Hausnummer des Kulturdenkmals. Die Grundsortierung der Liste erfolgt nach dieser Adresse.
- Art: Zeigt an, ob es ein Objekt („O“) oder ein Ensemble („E“) ist.
- Datierung: Gibt die Datierung an; das Jahr der Fertigstellung bzw. den Zeitraum der Errichtung.
- Ensemble: Gibt die Nummer des Ensembles an, zu der das Objekt gehört, bzw. bei Ensembles die Nummer des Ensembles selbst.

Hinweis: Die Grundsortierung der Liste erfolgt nach der Adresse und ist alternativ nach ID, Art (Objekt oder Ensemble), Typ, Datierung, Entwurf oder Kurzbeschreibung sortierbar.

| ID           | Adresse                                                            | Art | Typ                                          | Kurzbeschreibung                               | Datierung | Entwurf                                            | Ensemble | Bild           |
| ------------ | ------------------------------------------------------------------ | --- | -------------------------------------------- | ---------------------------------------------- | --------- | -------------------------------------------------- | -------- | -------------- |
| 22289        | Alfredstraßenbrücke o.Nr. (Lage)                                   | O   | Straßenbrücke                                | Alfredstraßenbrücke                            | 1895, um  |                                                    |          | weitere Bilder |
| 29224 (1059) | Bethesdastraße 38, 40, Burgstraße 37 (Lage)                        | O   | Verwaltungsgebäude/Wohnhaus                  | AOK-Gebäude, ehem.                             | 1924/25   | Distel, Hermann & Grubitz, August                  |          |                |
| 28131        | Borgfelder Allee o. Nr. (Lage)                                     | O   | Luftschutzbau, Tiefbunker                    | Tiefbunker Berlinertordamm                     | 1941/1963 |                                                    |          | weitere Bilder |
| 14817 (670)  | Bürgerweide 23 (Lage)                                              | O   | Stift                                        | Alida-Schmidt-Stift                            | 1874–1875 | Rosengarten, Albert                                |          | weitere Bilder |
| 29225 (1463) | Bürgerweide 25, 25a, 25b, 25c, 25d, 25e, 25f, 25g, 25h, 25i (Lage) | O   | Hospital                                     | Hiobs-Hospital                                 | 1883–1884 | Semper, Manfred / Krutisch, Carl Friedrich Phillip |          | weitere Bilder |
| 14820        | Bürgerweide 33 (Lage)                                              | O   | Schulgebäude                                 | Sankt-Ansgar-Schule                            | 1953      | Kamps, Gerhard                                     |          |                |
| 30214        | Bürgerweide 41, 43, 43a, 43b, 45 (Lage)                            | E   |                                              | St.-Gertrud-Stift                              |           |                                                    | 30214    |                |
| 14821        | Bürgerweide 41 (Lage)                                              | O   | Stift                                        | St.-Gertrud-Stift                              | 1883–84   | Heyde, Peter von der                               | 30214    | BW             |
| 14822        | Bürgerweide 43 (Lage)                                              | O   | Stift                                        | St.-Gertrud-Stift                              | 1883–84   | Heyde, Peter von der                               | 30214    | BW             |
| 14823        | Bürgerweide 43a (Lage)                                             | O   | Stift                                        | St.-Gertrud-Stift                              | 1883–84   | Heyde, Peter von der                               | 30214    | BW             |
| 14824        | Bürgerweide 43b (Lage)                                             | O   | Stift                                        | St.-Gertrud-Stift                              | 1883–84   | Heyde, Peter von der                               | 30214    | BW             |
| 14825        | Bürgerweide 45 (Lage)                                              | O   | Stift                                        | St.-Gertrud-Stift                              | 1883–84   | Heyde, Peter von der                               | 30214    | BW             |
| 29357 (1730) | Burgstraße 33, 35 (Lage)                                           | O   | Schulanlage (Schulgebäude; Turnhalle; u. a.) | Burgstraße 33/35, Schule mit Turnhalle         | 1920/21   | Schumacher, Fritz                                  |          | weitere Bilder |
| 29226        | Jungestraße 1, Klaus-Groth-Straße 1 (Lage)                         | O   | Bürogebäude                                  | Haus des Deutschen Bauarbeiterverbandes, ehem. | 1910/11   | Krüger, Albert                                     |          | weitere Bilder |
| 30027        | Jungestraße 5, bei Nr. 5 (Lage)                                    | E   |                                              | Erlöserkirche Jungestraße                      |           |                                                    | 30027    | weitere Bilder |
| 28663 (1686) | Jungestraße 5 (Lage)                                               | O   | Pastorat                                     | Pastorat Erlöserkirche                         | 1953      | Schlote, Henry/Ostermeyer, Friedrich               | 30027    |                |
| 13138        | Jungestraße bei Nr. 5 (Lage)                                       | O   | Kirchengebäude                               | Erlöserkirche                                  | 1950/57   | Schlote, Henry/Ostermeyer, Friedrich               | 30027    |                |